# Émilie König
Émilie König, née le 9 décembre 1984, est une française convertie à l'islam connue pour son appartenance à l'État islamique.

## Biographie

### Jeunesse
Cadette d'une fratrie de quatre, Émilie König est élevée dans un contexte familial difficile à Lorient, après que son père, Jean-Bernard König, gendarme maritime, l'a abandonnée à l'âge de 2 ans. À 15 ans, elle abandonne son cursus de sport-études. Par la suite, elle se réoriente vers un CAP de vendeuse, qu'elle obtient en alternance. Elle se convertit à l'islam à 17 ou 19 ans,. À 19 ans, elle quitte le domicile familial pour s'installer en région parisienne. Elle y fait la rencontre de Smaïl, un Algérien kabyle dont elle tombe rapidement amoureuse. Elle l'épouse lors de sa première grossesse alors qu'elle a 20 ou 23 ans selon les sources,,,.

### Radicalisation et djihadisme
En novembre 2012, elle quitte la France pour rejoindre la Syrie via la Turquie. Elle est alors l'une des premières françaises présentes sur ce théâtre de guerre. En février ou en août 2013, elle retourne brièvement en France dans le but de ramener ses deux jeunes fils en Syrie avec elle mais n'y parvient pas,. Installée dans la région d'Alep avec son nouveau mari — le Nîmois Axel Baeza, dit Abou Mohammed, rencontré sur Skype alors qu'elle vivait encore en France —, elle apparaît le 31 mai 2013 dans une vidéo publiée sur YouTube où on la voit s'entraîner au maniement d'un fusil à pompe. Elle poursuit son activité sur les réseaux sociaux en recrutant de nouveaux membres pour Daech et en appelant à commettre des crimes contre l’humanité en France et plus globalement en Europe jusqu’à l’été 2014.
Le 23 septembre 2014, son nom est ajouté à la « liste relative aux sanctions contre l'EIIL (Daech) et Al-Qaida » du Comité contre le terrorisme (en) du Conseil de sécurité des Nations unies. Le 29 septembre 2015 c'est au tour du département d'État américain de l'ajouter à sa liste des « terroristes internationaux spécialement désignés ». Émilie König est la première Française à figurer sur chacune de ces listes noires. Selon le politologue Alexandre del Valle, elle est également « la toute première française à avoir été « fichée S » ».

### Capture et détention
Elle est arrêtée au début du mois de décembre 2017 près d'Al-Chaddadeh par les forces kurdes des YPG et détenue au camp d'al-Hol, puis de Roj, avec son troisième fils, Ibrahim, né en mars 2015 à Mossoul et ses deux jumelles, Maroua et Safa, nées en janvier 2017 en Syrie,,,,. Sa mère déclare à Ouest-France le 2 janvier 2018 qu'elle « a été interrogée et torturée » et qu'elle et ses enfants sont « entassés dans des conteneurs, pas nourris » et « ont déjà dû déménager trois fois ». Son avocat fait savoir à l'AFP le 3 janvier qu'elle demande à être rapatriée en France avec ses enfants. Elle apparaît le 8 janvier dans une vidéo de propagande de l'organe de presse des YPG, dans laquelle elle n'est pas voilée. Elle affirme avoir été « toujours traitée correctement » par les YPG, soulignant que les allégations de torture rapportées par sa mère n'étaient en fait que de simples craintes : « J'ai téléphoné à ma mère [...] parce que j'ai entendu les femmes de Daech dire qu'il y'avait beaucoup d'injustice, qu'il y'avait beaucoup qui tapaient, les YPG ils tapaient, tout ça. Moi, j'ai pris peur, j'ai téléphoné à ma mère. Je lui ai expliqué un petit peu tout ça, je lui ai dit que j'avais peur, qu'apparemment on n'allait plus nous apporter de la nourriture, on allait nous priver de beaucoup de choses. Donc après on est partis au nouveau camp, ça a été le contraire. ». Son avocat souligne que ses propos sont probablement édulcorés.
Le 13 janvier 2021, ses trois enfants nés en zone irako-syrienne sont rapatriés en France. Ils sont placés sous la tutelle du conseil départemental du Morbihan. Dès le mois de mai 2023, celui-ci effectue un signalement au parquet national antiterroriste (Pnat) sur les « violences physiques et psychologiques » infligées par leur mère et les « scènes d'effroi » auxquelles ils auraient assistés,. Le 17 septembre 2024, le conseil départemental du Morbihan porte plainte contre Émilie König. Le 19 septembre 2024, sa plainte est transmise au Pnat.  Derrière la plainte du conseil départemental affleure l'idée, pour l'institution, de donner officiellement aux enfants d'Émilie König le statut de victimes afin de « participer à leur reconstruction ».
Elle fait partie des 16 mères rapatriées en France le 5 juillet 2022. Dès son arrivée sur le territoire national, elle est présentée à un juge des libertés et de la détention et mise en examen pour « association de malfaiteurs terroriste criminelle », puis placée en détention provisoire et à l'isolement à la maison d'arrêt de Fresnes,. Au début de l'année 2024, elle est transférée à la prison des femmes de Rennes.
Pour s'être dévoilée volontairement et avoir demandé son rapatriement en France ainsi que celui de ses enfants, Émilie König est perçue négativement par ses anciens camarades d'arme de l'État islamique. Dans une vidéo publiée le 23 novembre 2023 par la fondation Al-Battar (affiliée à l'État islamique) et sous-titrée en français par le centre médiatique An-Nûr (également affilié à l'État islamique), elle est ainsi décrite comme l'une des « dégénérées joyeuses » qui « rêvaient de confort [...] pensaient à un avenir meilleur pour leurs enfants jusqu'à ce qu'elles se retrouvent dans une amère réalité après leur retour et que leurs rêves soient brisés ». En outre, elle est présentée comme un exemple à ne pas suivre pour les « mouhajirate captives », c'est-à-dire les femmes françaises et plus globalement étrangères retenues prisonnières dans des camps du nord-est syrien[réf. nécessaire]. 

### Vidéographie
- Emilie König vs Ummu Tawwab, documentaire d'Agnès De Féo, produit par Marc Rozenblum, Sasana Productions, 26 min, 2016.